# Weingut Reichsrat von Buhl
Das Weingut Reichsrat von Buhl ist in der rheinland-pfälzischen Landstadt Deidesheim im Weinanbaugebiet Pfalz ansässig. Auf einer Rebfläche von ca. 56 ha produziert es überwiegend Rieslingweine und ist Mitglied des Verbands Deutscher Prädikatsweingüter (VDP).

## Geschichte
Der Grundbesitz der Familie Buhl wurde 1849 unter dem Namen Franz Peter Buhl (1809–1862) in das Grundbuch eingetragen, dies gilt als die Gründung des Weinguts; Erfahrungen im Weinbau hatte die Familie allerdings schon früher gesammelt. Der Gründer und erste Besitzer des Hauses Franz Peter Buhl, Abgeordneter im badischen und später auch im bayerischen Landtag, gelangte über das Erbe der beiden Brüder Peter Heinrich Jordan († 1830) und Andreas Jordan (1775–1848) an zahlreiche Weinberge, Äcker und Häuser, die den Grundstock für das neue Weingut bildeten. Anteil an der Erbmasse erhielt Buhl, weil seine Mutter Barbara eine Schwester von Peter Heinrich Jordan war und seine Frau Josefine die Tochter von Andreas Jordan. Der Erbteil, der Buhl zufiel, umfasste etwa 62 Morgen Weinberge.
Nach dem Tod Franz Peter Buhls ging das Weingut in den Besitz seiner drei Söhne Franz Armand (1837–1896), Eugen (1841–1910) und Heinrich (1848–1907) über. Als ältester Sohn leitete Franz Armand Buhl das Weingut; er war wie sein Vater Politiker, war Reichstagsabgeordneter und lebenslanger Reichsrat der Krone Bayerns. Unter seiner Leitung wurden die Buhlschen Weine international dadurch bekannt, dass sie bei der Eröffnung des Suez-Kanals 1869 ausgeschenkt wurden. Durch das Erbe seiner Frau Julie Schellhorn-Wallbillich aus Forst vergrößerte das Weingut seine Rebfläche um weitere 25 Morgen. Bei Weltausstellungen wurden dem Weingut zahlreiche hohe Preise zugesprochen: auf der Weltausstellung 1867 in Paris errangen seine Weine die Goldmedaille, auf der Weltausstellung 1876 in Philadelphia die Große Medaille, und den Grand Prix auf den Weltausstellungen in Paris (1900), St. Louis (1904), Brüssel (1910) und Paris (1937). Das Motiv auf dem Weinetikett der Buhlschen Weinflaschen wurde 1887 von Franz von Stuck als Auftragsarbeit entworfen; es wird heute immer noch in leicht abgewandelter Form verwendet.
Nach dem Tod Franz Armand Buhls ging die Leitung des Weinguts an seinen Bruder Eugen über. Er war Abgeordneter in der bayerischen Abgeordnetenkammer und wurde – anstelle seines Bruders – lebenslang zum Reichsrat der Krone Bayerns ernannt.  1894 erhielt er das Ritterkreuz des Verdienstordens der Bayerischen Krone, mit dem die Erhebung in den persönlichen Adel als „Ritter von Buhl“ verbunden war.
Seit 1910 ist das Weingut als Gründungsmitglied Teil des Verbands Deutscher Prädikatsweingüter (VDP).
Nachdem Eugen von Buhl gestorben war, übernahm sein Neffe Franz Eberhard Buhl (1867–1921) das Weingut. Er hatte bereits nach dem Tod seines Onkels väterlicherseits, Heinrich Buhl, dessen Anteil am Weingut geerbt und nach dem Tod seines Onkels mütterlicherseits, Wilhelm Schellhorn-Wallbillich (1848–1909), auch dessen ganzes Besitztum. Das Weingut umfasste nun etwa 100 ha Weinbaufläche und war damit eines der größten Weingüter Deutschlands in Privatbesitz. Auch Franz Eberhard Buhl war Mitglied der Kammer der Abgeordneten des Königreichs Bayern und wurde 1911 lebenslang zum Reichsrat der Krone Bayerns ernannt. Er übernahm diesen Titel in den Namen des Weinguts. 1917 erhielt auch er das Ritterkreuz des Verdienstordens der Bayerischen Krone, mit dem die Erhebung in den persönlichen Adel als „Ritter von Buhl“ verbunden war.
Franz Eberhard von Buhls Ehe mit Frida Russell (1876–1952), einer Tochter des Bankiers Emil Russell (1835–1907), blieb kinderlos, und mit seinem Tod 1921 erlosch die Familie Buhl in Deidesheim im Mannesstamm. Franz Eberhard von Buhl wollte sein Weingut der Familie seines Bekannten aus der Kammer der Reichsräte, Georg Enoch Freiherr von und zu Guttenberg, hinterlassen, damit sein Besitz „sicher und der Tradition gemäß fortleben würde“. Buhl adoptierte Georg Enoch Freiherr von und zu Guttenberg deshalb kurz vor seinem Tod im Jahr 1920.

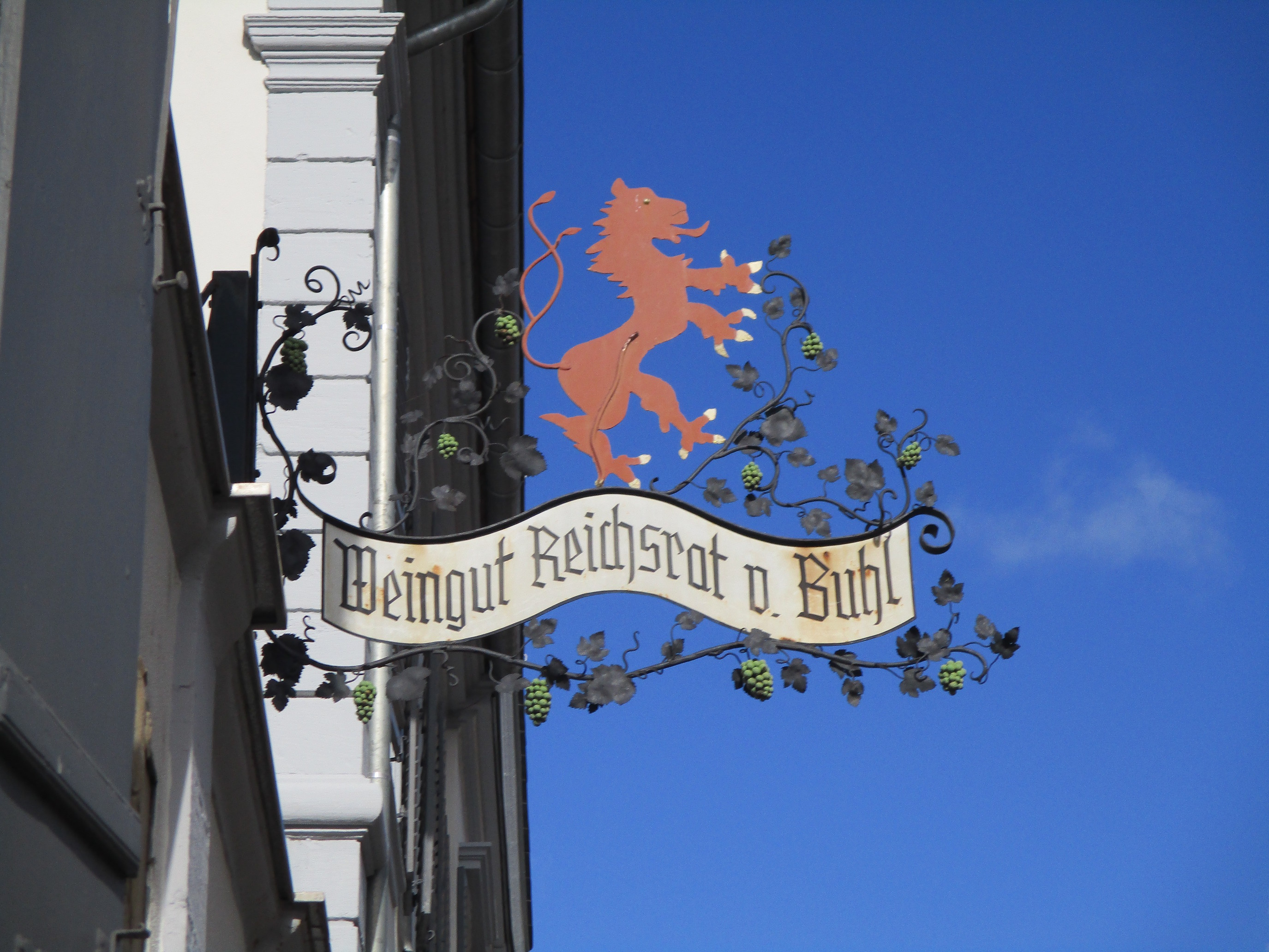
Nasenschild über der Hofeinfahrt

Nach seinem Tod 1921 leitete seine Witwe Frida von Buhl, die dann den Politiker Carl Anton Piper (1874–1938) heiratete, das Weingut bis zu ihrem Tod 1952. Nachdem Enoch von und zu Guttenberg und dessen erstgeborener Sohn Philipp Franz 1940 bzw. 1943 im Zweiten Weltkrieg gefallen waren, adoptierte Frida Piper-von Buhl Enochs zweitgeborenen Sohn Karl Theodor zu Guttenberg (1921–1972), um damit den Willen ihres verstorbenen Gattens zu erfüllen. Karl Theodor Freiherr von und zu Guttenberg übernahm 1952 das Weingut, nach ihm dann sein Sohn, der Dirigent Enoch zu Guttenberg.
1982 wurde in Rom, beim Staatsbesuch von Bundeskanzler Helmut Kohl bei einem Essen mit dem italienischen Präsidenten Sandro Pertini, eine 1976er Ruppertsberger Reiterpfad Gewürztraminer Auslese ausgeschenkt. Auch später wurden während der Ära Kohl Weine des Weinguts immer wieder ausgeschenkt.
Wegen wirtschaftlicher Schwierigkeiten verkleinerte sich die bewirtschaftete Rebfläche auf 52 ha. Von 1989 bis 2013 wurde das Gut an japanische Investoren verpachtet, und 2005 an den Neustadter Unternehmer Achim Niederberger (1957–2013) verkauft, zu dessen Unternehmensgruppe es seitdem gehört. Nach dem Tod von Achim Niederberger wurde seine Witwe Jana Seeger Inhaberin des Weinguts.
Seit der Saison 2022/23 ist das Weingut Haupt- und Trikotsponsor des Fußballdrittligisten SV Sandhausen.

## Weinlagen und Rebsorten

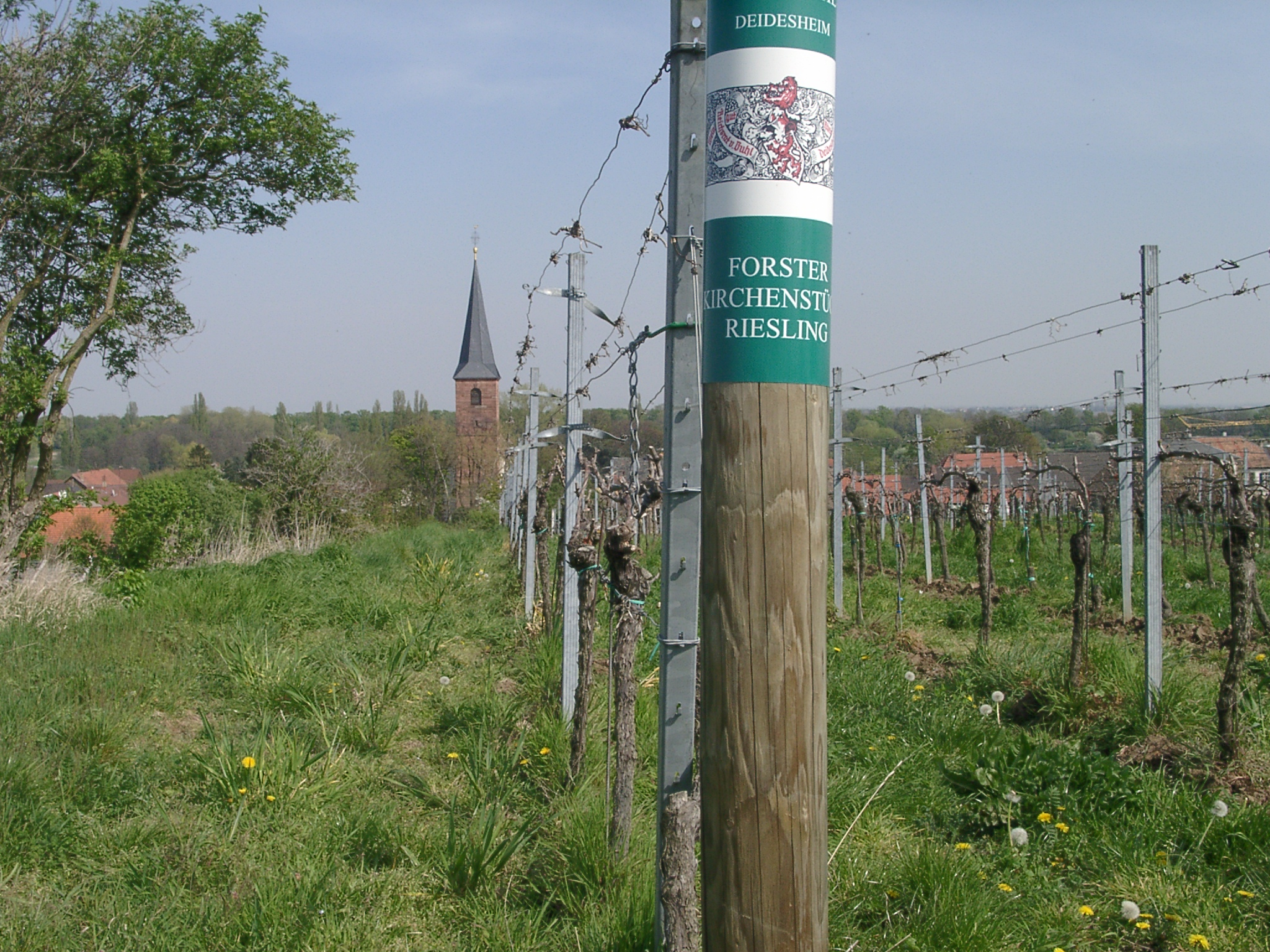
Weinstöcke des Weinguts

Die Weinlagen des Guts befinden sich in der Mittelhaardt zwischen Ruppertsberg und Forst; darunter finden sich Große Lagen wie Forster Freundstück, Forster Kirchenstück, Forster Jesuitengarten, Forster Pechstein, Forster Ungeheuer, Deidesheimer Kieselberg und Ruppertsberger Reiterpfad, sowie die Erste Lagen Forster Stift, Deidesheimer Mäushöhle, Deidesheimer Herrgottsacker, Deidesheimer Paradiesgarten, Forster Musenhang, Deidesheimer Leinhöhle.
2006 bewirtschaftete das Weingut zwei Lagen exklusiv für den Weinkeller der BASF.
Die Rebsorten, mit denen das Weingut seine Weinberge bestockt, sind zu 87 % Riesling, zu 7 % Spätburgunder, daneben Rieslaner und Scheurebe. Das Weingut arbeitet seit 2006 biologisch und seit 2009 sind die Weinberge und Weine ökologisch zertifiziert.

## Gebäude
Das Gut an der Deutschen Weinstraße ist ein denkmalgeschützter spätbarocker Winzerhof.
An der Stelle des heutigen Weinguts befand sich seit dem Hochmittelalter der Hubhof des Hochstiftes Speyer; die große Fläche, die das Anwesen einnimmt, ist seiner früheren hoheitlichen Funktion geschuldet. Seitdem der Hubhof 1805 säkularisiert wurde, befindet sich hier ein Weingut. Das Gut besteht heute aus zwei Hauptgebäuden, einem weiten Innenhof, und weiteren Nebengebäuden, die allesamt um den Hof herum gruppiert sind. Die beiden Hauptgebäude sind beides ehemalige Herrenhäuser, zweigeschossige, spätbarocke Putzbauten auf einem L-förmigen Grundriss. Das ältere der beiden, mit der Adresse Weinstraße 16, wurde um 1770 erbaut; seine Festersimse sind mit Rokokodekor – Masken und Blumen – verziert. Unter dem Dachgiebel des leicht vorspringenden Gebäudemittelteils ist das Wappen der Familie Walter angebracht; der Bauherr des Gebäudes, ein bischöflicher Beamter, gehörte dieser Familie an. Das andere an die Weinstraße grenzende Gebäude, mit der Adresse Weinstraße 18, stammt aus dem Jahr 1789. Beide Gebäude tragen über Eck geführte Walmdächer mit Biberschwanzdeckung. Nur wenige Gebäude dieser Epoche im Landkreis Bad Dürkheim sind an Größe und qualitativer Gestaltung mit diesen beiden Gebäuden vergleichbar.

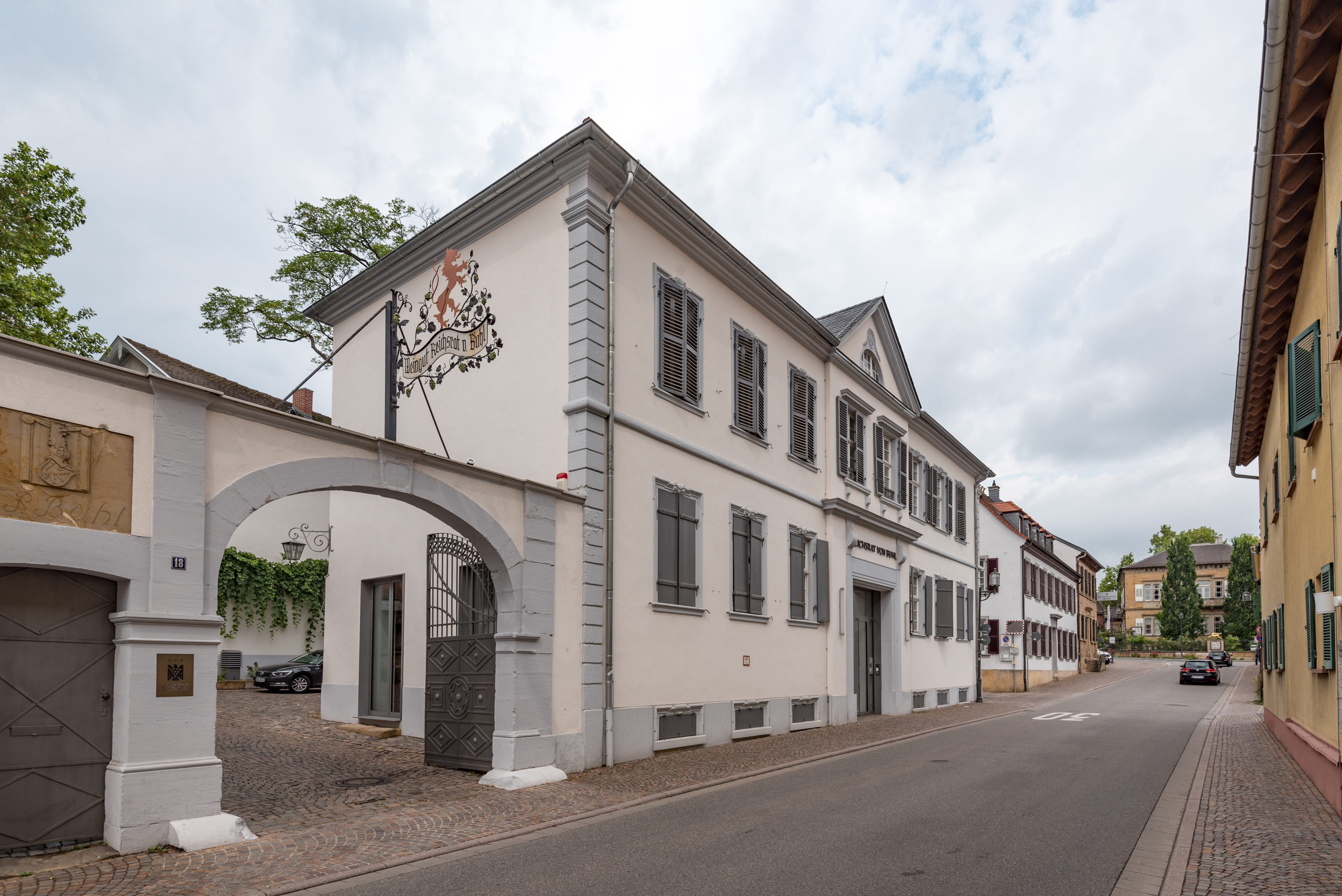
Weinstraße 16
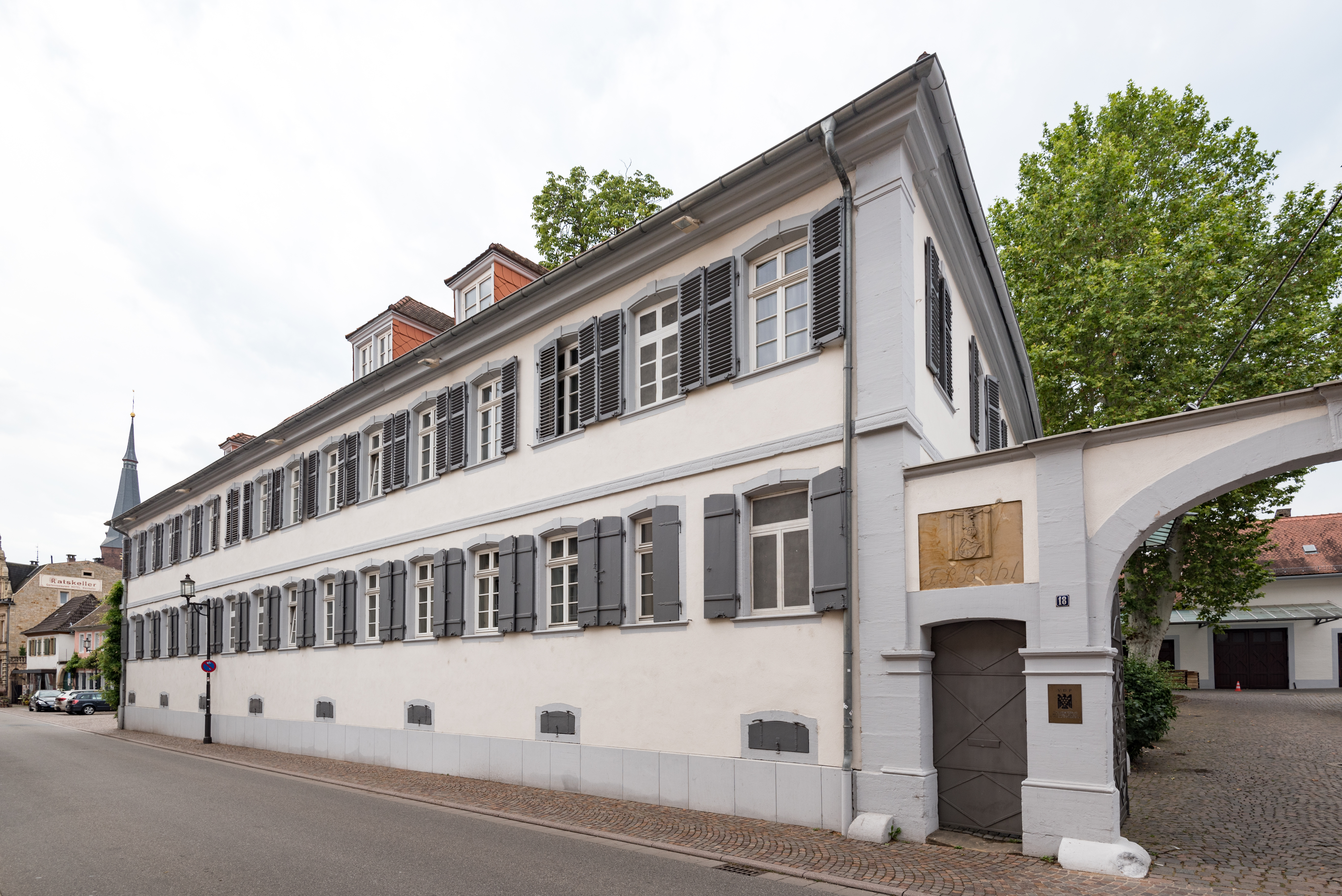
Weinstraße 18